# Balakovsky (huyện)
Huyện Balakovsky (tiếng Nga: ? райо́н) là một huyện hành chính tự quản (raion), của Tỉnh Saratov, Nga. Huyện có diện tích 3024 km². Trung tâm của huyện đóng ở Balakovo.